# Memorial Rik Van Steenbergen 1995
Il Memorial Rik Van Steenbergen 1995, quinta edizione della corsa, si svolse il 2 agosto 1995 su un percorso di 205 km, con partenza e arrivo ad Aartselaar. Fu vinto dal belga Tom Steels della Vlaanderen 2002-Eddy Merckx davanti al suo connazionale Eric Vanderaerden e al polacco Jacek Mickiewicz.

## Ordine d'arrivo (Top 10)
| Pos. | Corridore                | Squadra                           | Tempo    |
| ---- | ------------------------ | --------------------------------- | -------- |
| 1    | Tom Steels               | Vlaanderen 2002-Eddy Merckx       | 4h52'00" |
| 2    | Eric Vanderaerden        | Brescialat-Fago                   |          |
| 3    | Jacek Mickiewicz         | Rotan Spiessens-Hot Dog Louis     |          |
| 4    | Jans Koerts              | Palmans-Ipso                      |          |
| 5    | Fabio Baldato            | MG Boys Maglificio-Technogym      |          |
| 6    | Wim Omloop               | Collstrop-Lystex                  |          |
| 7    | Daniele Nardello         | Mapei-GB-Latexco                  |          |
| 8    | Sébastien Van Den Abeele | Cedico-Sunjets-Ville de Charleroi |          |
| 9    | Olaf Ludwig              | Team Deutsche Telekom             |          |
| 10   | Džamolidin Abdužaparov   | Novell                            |          |